# Ecatepec de Morelos
San Cristóbal Ecatepec de Morelos, známé též jako Ecatepec, je město v Mexiku, ve státě México. Leží v těsné blízkosti Ciudad de México a je tak považováno za jeho „satelit“, je s ním dokonce spojeno linkou metra (linka B). Je však samostatným městem, druhým největším v Mexiku: k roku 2010 mělo 1 658 806 obyvatel. Spolu s Ciudad de Mexico a dalšími sídly tak vytváří více než dvacetimilionovou metropolitní oblast Valle de México.
Ecatepec je původní název pocházející z indiánského jazyka Nahuatl, San Cristóbal je patron města, přídomek de Morelos město přijalo na počest hrdiny mexické války o nezávislost José Maríi Morela, který byl ve Ecatepecu popraven roku 1815 Španěly. V domě, kde byl zabit, je dnes muzem (Museo Casa de Morelos). K turistickým lákadlům patří především nejmladší katedrála v Mexiku, Sagrado Corazón de Jesús.
Ve městě má sídlo společnost Jumex, která vyrábí ovocné šťávy, jež jsou velmi populární v Jižní Americe a mezi hispánskými obyvateli USA.